# Gibraltar International
Die Gibraltar International waren die offenen internationalen Meisterschaften von Gibraltar im Badminton.
Sie wurden seit 1986 ausgetragen und weisen damit eine zehn Jahre längere Tradition auf als die nationalen Titelkämpfe von Gibraltar. Die Siegertrophäen gingen größtenteils an portugiesische und spanische Badmintonspieler, die auch die größten Delegationen nach Gibraltar entsendeten. 1994 fanden die Titelkämpfe ihre vorläufig letzte Austragung. Nationale Titelkämpfe von Gibraltar werden dagegen immer noch ausgetragen.

## Die Sieger
| Saison | Herreneinzel      | Dameneinzel        | Herrendoppel                    | Damendoppel                       | Mixed                              |
| ------ | ----------------- | ------------------ | ------------------------------- | --------------------------------- | ---------------------------------- |
| 1986   | Henrique Neto     | Jean Penney        | Nigel Phillips N. Callender     | Beverly Victory Lyn Lees          | Nigel Phillips M. Grice            |
| 1987   | T. Gonzales       | Manuela Brochado   | Henrique Neto T. Gonzales       | Remedios Galan Sofia Irizar       | T. Gonzales Manuela Brochado       |
| 1988   | David Serrano     | Cristina Gonzalez  | Henrique Neto José Costa        | Remedios Galan Sofia Irizar       | Henrique Neto Manuela Dias         |
| 1989   | Chris Gomez       | Melissa Camillieri | Ivan de Haro Chris Gomez        | Melissa Camilleri Jasmine Infanta | Ivan de Haro Melissa Camilleri     |
| 1990   | Ricardo Fernandes | Maria Gomes        | Ian Teasdale Russell Hogg       | Sue Tromp Jean Steen              | Ian Teasdale Ruth Ambrose          |
| 1991   | José Bermúdez     | Maria Gomes        | Hector Tobar Ciro Tobar         | Sofia Irizar Remedios Galan       | José Antonio Torres Remedios Galan |
| 1992   | Duarte Caires     | Sofia Irizar       | Richard Outterside Russell Hogg | Caroline Outterside Jean Steen    | Russell Hogg Julie Stevenson       |
| 1993   | Kelvin Edwards    | Julie Stevenson    | Paul Hutchinson Russell Hogg    | Sue Tromp Julie Stevenson         | Russell Hogg Julie Stevenson       |
| 1994   | Ivan de Haro      | Melissa Sene       | Chris Gomez Thomas Westh Olsen  | Melissa Sene Jasmine Reyes        | Ivan de Haro Jasmine Reyes         |